# Haematopota longipennis
Haematopota longipennis är en tvåvingeart som beskrevs av Stone och Philip 1974. Haematopota longipennis ingår i släktet Haematopota och familjen bromsar. Inga underarter finns listade i Catalogue of Life.